# Josh Lawson

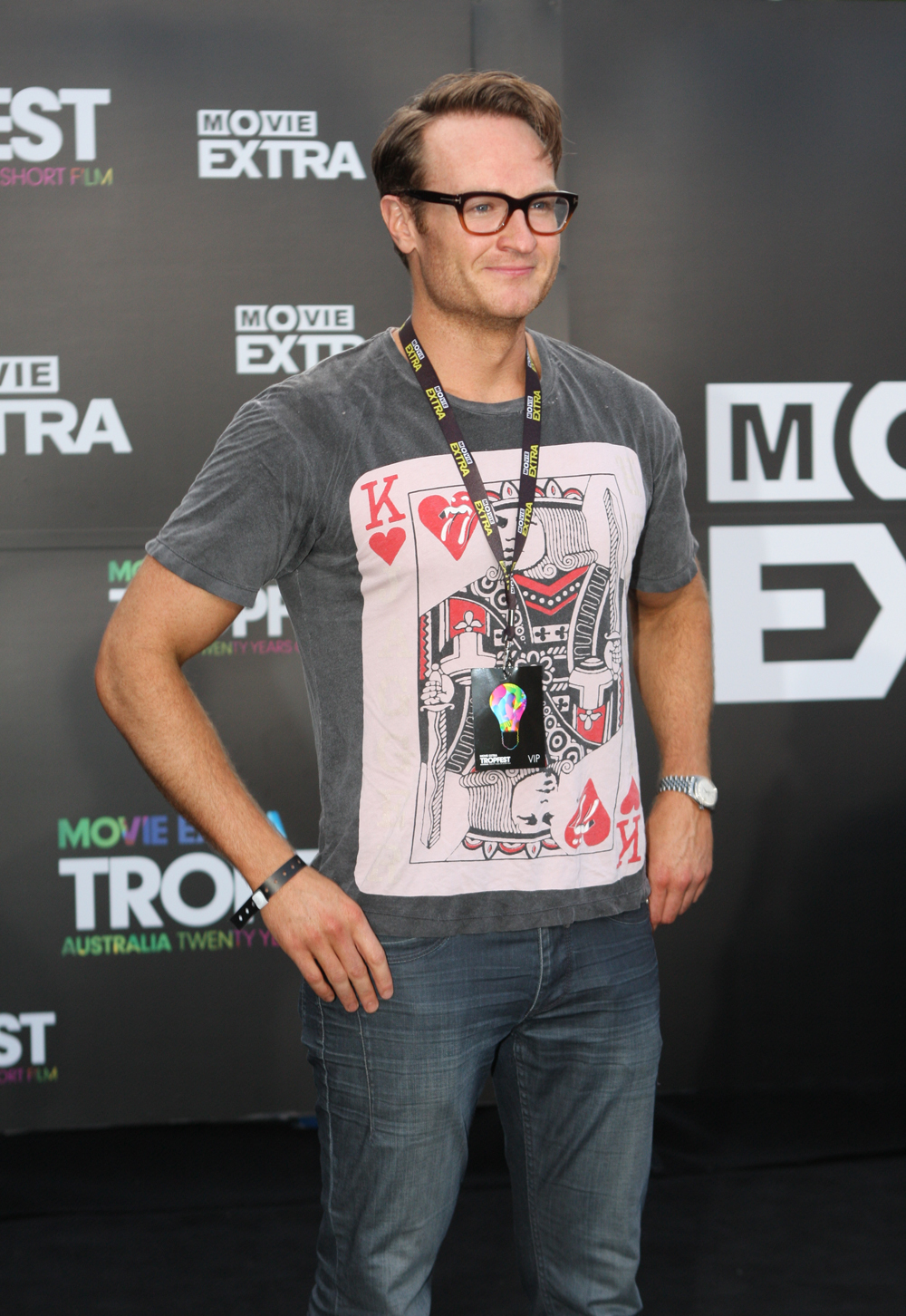
Josh Lawson beim Tropfest 2012 in Sydney.

Joshua „Josh“ Lawson (* 22. Juli 1981 in Brisbane, Queensland) ist ein australischer Schauspieler und Filmregisseur.

## Leben
Josh Lawson wuchs als mittlerer von drei Brüdern auf. Sein älterer Bruder ist der Schauspieler Ben Lawson. Er besuchte das St Joseph’s College Gregory Terrace. Studiert hat er am National Institute of Dramatic Art, welches er mit einem Abschluss in Schauspiel abschloss.
Seine erste Fernsehrolle hatte Josh Lawson 1997 in zwei Folgen der Serie The Wayne Manifesto. 2004 folgte ein Handlungsbogen von drei Folgen in der australischen Seifenoper Home and Away, bevor er 2006 für sechs Folgen in der Serie Blue Heelers zu Gast war. Seine erste Hauptrolle hatte er 2007 mit der Rolle Tobias „Toby“ Jones in der ersten Staffel der Serie Sea Patrol inne. Im selben Jahr verkörperte er in The Librarians den Lachie Davis. Zwischen 2007 und 2009 verkörperte er den Carmichael Chandon in Chandon Pictures. Seine erste Hauptrolle in einer amerikanischen Serie hatte Lawson 2010 in der Sitcom Romantically Challenged neben Alyssa Milano und Kyle Bornheimer. Allerdings wurde die Serie nach vier ausgestrahlten Folgen vom Sender ABC abgesetzt. 2012 erschien er in den Filmen Die Qual der Wahl und Any Questions for Ben?. Seit Januar 2012 gehört er neben Kristen Bell mit seiner Rolle als Doug Guggenheim zur Hauptbesetzung der Showtime-Serie House of Lies.
2014 führte er bei Der kleine Tod – Eine Komödie über Sex erstmals Regie.

## Filmografie (Auswahl)
Als Schauspieler
- 1997: The Wayne Manifesto (Fernsehserie, 3 Folgen)
- 1998: Adrenalin – Notärzte im Einsatz (Medivac, Fernsehserie, Folge 3x06)
- 2001: Das Zugunglück (The Day of the Roses)
- 2004: Home and Away (Fernsehserie, 3 Folgen)
- 2006: Blue Heelers (Fernsehserie, 5 Folgen)
- 2006: All Saints (Fernsehserie, Folge 9x20)
- 2007: Sea Patrol (Fernsehserie, 13 Folgen)
- 2007: The Librarians (Fernsehserie, 6 Folgen)
- 2007–2009: Chandon Pictures (Fernsehserie, 11 Folgen)
- 2009: Waiting to Die
- 2010: Wilfred (Fernsehserie, Folge 2x06)
- 2010: Hawke
- 2010: Romantically Challenged (Fernsehserie, 6 Folgen)
- 2012: Any Questions for Ben?
- 2012: Die Qual der Wahl (The Campaign)
- 2012: Lowdown (Fernsehserie, Folge 2x05)
- 2012: Freeloaders
- 2012–2016: House of Lies (Fernsehserie, 58 Folgen)
- 2013: Anchorman – Die Legende kehrt zurück (Anchorman 2: The Legend Continues)
- 2014: Growing Up and Other Lies
- 2014: Der kleine Tod – Eine Komödie über Sex (The Little Death)
- 2015–2018: Superstore (Fernsehserie, 9 Folgen)
- 2019: Bombshell – Das Ende des Schweigens (Bombshell)
- 2020: Holly Slept Over
- 2021: Und täglich grüßt die Liebe (Long Story Short)
- 2021: Mortal Kombat
- 2024: Woody Woodpecker geht ins Camp (Woody Woodpecker Goes to Camp)

Als Regisseur
- 2014: Der kleine Tod – Eine Komödie über Sex (The Little Death)
- 2021: Und täglich grüßt die Liebe (Long Story Short)